# Smírčí kámen (Biskoupky)
Smírčí kámen (také křížový kámen) stojí na východním okraji obce Biskoupky v okrese Brno-venkov, u silnice vedoucí s Biskoupek do Hrubšic. Je chráněn jako kulturní památka ČR.

## Popis
Smírčí kámen byl na místo osazen pravděpodobně v 17. století, podle pověsti má připomínat úmrtí francouzského vojáka. Je nejstarší památkou v obci.
Na hrubě opracované žulové deskovité stéle o rozměrech 134 × 53 × 16 cm je vysekán na čelní straně reliéfní latinský kříž, který má zaoblená břevna. Stéla má odlomený horní levý roh.